# Jeff Dadamo
 Jeff Dadamo  (nacido el 17 de julio de 1989) es un tenista profesional estadounidense.

## Carrera
Su mejor ranking individual es el N.º 480 alcanzado el 15 de octubre de 2012, mientras que en dobles logró la posición 429 el 04 de febrero de 2013.
Ha logrado hasta el momento 1 título de la categoría ATP Challenger Tour en la modalidad de dobles.

## Títulos; 1 (0 + 1)
| Leyenda                     | Individuales | Dobles |
| --------------------------- | ------------ | ------ |
| Grand Slam                  | 0            | 0      |
| ATP World Tour Finals       | 0            | 0      |
| ATP World Tour Másters 1000 | 0            | 0      |
| ATP World Tour 500 Series   | 0            | 0      |
| ATP World Tour 250 Series   | 0            | 0      |
| ATP Challenger Series       | 0            | 1      |

### Dobles
| N.º | Fecha      | Torneo                 | Superficie | Pareja        | Oponentes en la final         | Resultado      |
| --- | ---------- | ---------------------- | ---------- | ------------- | ----------------------------- | -------------- |
| 1.  | 09.02.2014 | Challenger de Winnetka | Dura       | Devin Britton | John Peers John-Patrick Smith | 1-6, 6-2, 10-6 |